# Cynodon incompletus
Cynodon incompletus är en gräsart som beskrevs av Christian Gottfried Daniel Nees von Esenbeck. Cynodon incompletus ingår i släktet hundtandsgrässläktet, och familjen gräs. Inga underarter finns listade i Catalogue of Life.